# Black Disciples
Black Disciples est un gang de rue d'origine afro-américaine basé à Chicago dans l'Illinois. Le gang est connu pour s'adonner au trafic de drogue, en plus d'autres activités criminelles. Le gang fut créé à Chicago en 1976 par David Barksdale, surnommé King David. Le gang compte environ 80 000 à 100 000 membres à travers Chicago et sa région (principalement), et le reste des États-Unis.

## Symboles et rivaux
Les symboles du gang comprennent le chiffre romain trois ("III"), ce qui représente «l'esprit, le corps et l'âme», et est habituellement accompagné de l'abréviation BDN ("Black Disciple Nation").
Ses couleurs sont le rouge et le noir et l'or. Les Black Disciples font partie de l'alliance People Nation des gangs de rue mais sont surtout connus pour se livrer à des violences contre les autres gangs de Chicago comme les "Gangsters Disciples". Les BDS ont également une rivalité de longue date avec les crips.